# Moštenica
Moštenica – wieś (obec) na Słowacji położona w kraju bańskobystrzyckim, w powiecie Bańska Bystrzyca. Pierwsze wzmianki o miejscowości pochodzą z roku 1340.
Według danych 31 grudnia 2010, wieś zamieszkiwało 211 osób, w tym 103 kobiet i 108 mężczyzn.
W 2001 roku rozkład populacji względem narodowości i przynależności etnicznej wyglądał następująco:
- Słowacy – 94,12%
- Czesi – 0,53%

## Położenie
Wieś leży u południowych podnóży Starohorskich Wierchów, u zbiegu dwóch dolin: Švarcova dolina, którą płynie  Moštenicky potok (także Čierna dolina) i Uhliarska dolina, ok. 5 km na północny wschód od Słowackiej Lupczy.

## Historia
Wieś rozwinęła się na początku XV w. na terenie katastralnym starszej wsi Podkonice, gdy przez Turzonów wybudowana tu została huta przetapiająca miedź pochodzącą ze Szpaniej Doliny. W XVI-XVIII w. tutejsza huta była częścią bańskobystrzyckiego kompleksu górniczo-hutniczego miedzi. Później przestawiono ją na przeróbkę rud żelaza. W końcu XVIII i w XIX w. była tu kuźnica żelazna, funkcjonowały również dwa piece odlewnicze żeliwa. Mieszkańcy, oprócz zatrudnienia w zakładach hutniczych, zajmowali się pracą w lasach, wypalaniem węgla drzewnego, pracą w tartaku. Po zamknięciu huty zajmowali się tkactwem płótna lnianego i wyrobem drewnianych sprzętów gospodarstwa domowego.
Z Moštenicy pochodził Ivan Náter (1925-1991) – słowacki fizyk, wykładowca akademicki i popularyzator fizyki.